# Ledenice (České Budějovice-i járás)
Ledenice település Csehországban, a České Budějovice-i járásban. Ledenice Strážkovice, Staré Hodějovice, Srubec, Libín, Mladošovice, Nová Ves, Zvíkov, Borovany és České Budějovice településekkel határos. Lakosainak száma 2547 fő (2024. január 1.).

## Népesség
A település lakosságának változását az alábbi diagram mutatja:
| Lakosok száma | 2223 | 2390 | 2467 | 2229 | 2038 | 2329 | 2387 | 2471 | 2404 | 2547 |
|               | 1869 | 1900 | 1921 | 1961 | 1980 | 2011 | 2016 | 2019 | 2021 | 2024 |